# ويست لافاييت
ويست لافاييت (بالإنجليزية: West Lafayette)‏ هي مدينة تقع في مقاطعة تيبيكانوي من ولاية إنديانا في الولايات المتحدة يقدر عدد سكانها بـ 29,596 نسمة ومساحتها 19.76 كم2 وترتفع عن سطح البحر 187 متر.

## التركيبة السكانية
قام مكتب تعداد الولايات المتحدة بتحديد بيانات التركيبة السكانية لويست لافاييتفي تعداد الولايات المتحدة. في ما يلي، التركيبة السكانية حسب تعدادي 2000 و2010.

### تعداد عام 2000
بلغ عدد سكان وست جفرسون 4,331 نسمة بحسب تعداد عام 2000، وبلغ عدد الأسر 1,631 أسرة وعدد العائلات 1,180 عائلة مقيمة في القرية. في حين سجلت الكثافة السكانية 1,306.0 نسمة لكل ميل مربع (504.2/كم2). وبلغ عدد الوحدات السكنية 1,704 وحدة بمتوسط كثافة قدره 513.8 نسمة لكل ميل مربع (198.4/كم2).
وتوزع التركيب العرقي للقرية بنسبة 99.01% من البيض و 0.16% من الأمريكيين الأصليين و 0.14% من الأمريكيين ذوي الأصول الآسيوية و 0.02% من سكان جزر المحيط الهادئ و 0.02% من الأمريكيين الأفارقة و 0.55% من عرقين مختلطين أو أكثر.
بلغ عدد الأسر 1,631 أسرة كانت نسبة 36.7% منها لديها أطفال تحت سن الثامنة عشر تعيش معهم، وبلغت نسبة الأزواج القاطنين مع بعضهم البعض 56.5% من أصل المجموع الكلي للأسر، ونسبة 11.1% من الأسر كان لديها معيلات من الإناث دون وجود شريك، وكانت نسبة 27.6% من غير العائلات. تألفت نسبة 22.6% من أصل جميع الأسر من أفراد ونسبة 9.6% كانوا يعيش معهم شخص وحيد يبلغ من العمر 65 عاماً فما فوق. وبلغ متوسط حجم الأسرة المعيشية 3.07، أما متوسط حجم العائلات فبلغ 2.60.
بلغ العمر الوسطي للسكان 35 عاماً. وكانت نسبة 27.4% من القاطنين تحت سن الثامنة عشر، وكانت نسبة 7.9% بين الثامنة عشر والأربعة وعشرون عاماً، ونسبة 29.5% كانت واقعةً في الفئة العمرية ما بين الخامسة والعشرون حتى والأربعة وأربعون عاماً، ونسبة 21.9% كانت ما بين الخامسة والأربعون حتى الرابعة والستون، ونسبة 13.4% كانت ضمن فئة الخامسة والستون عاماً فما فوق. يوجد لكل 100 أنثى 95.4 ذكر، ويوجد لكل 100 أنثى في الثامنة عشر من عمرها فما فوق 90.7 ذكر.
بلغ متوسط دخل الأسرة في القرية 41,949 دولار، أما متوسط دخل العائلة فبلغ 50,046 دولار. وكان متوسط دخل الذكور 36,073 دولار مقابل 26,734 دولار للإناث. وسجل دخل الفرد الخاص بالقرية 20,425 دولار. وكانت نسبة 6.1% من العائلات ونسبة 5.9% من السكان تحت خط الفقر، وكان من هؤلاء نسبة 7.6% تحت سن الثامنة عشر ونسبة 6.5% في الخامسة والستين من العمر وما فوق.

### تعداد عام 2010
بلغ عدد سكان ويست لافاييت 29,796 نسمة بحسب تعداد عام 2010، وبلغ عدد الأسر 11,945 أسرة وعدد العائلات 4,072 عائلة مقيمة في المدينة. في حين سجلت الكثافة السكانية 3,884.0 نسمة لكل ميل مربع (1,499.6/كم2). وبلغ عدد الوحدات السكنية 12,591 وحدة بمتوسط كثافة قدره 1,652.4 لكل ميل مربع (638.0/كم2).
وتوزع التركيب العرقي للمدينة بنسبة 65.2% من البيض و 0.1% من الأمريكيين الأصليين و 17.3% من الأمريكيين ذوي الأصول الآسيوية و 6.8% من الأمريكيين الأفارقة و 2.1% من عرقين مختلطين أو أكثر.
بلغ عدد الأسر 11,945 أسرة كانت نسبة 16.0% منها لديها أطفال تحت سن الثامنة عشر تعيش معهم، وبلغت نسبة الأزواج القاطنين مع بعضهم البعض 27.2% من أصل المجموع الكلي للأسر، ونسبة 4.4% من الأسر كان لديها معيلات من الإناث دون وجود شريك، بينما كانت نسبة 2.5% من الأسر لديها معيلون من الذكور دون وجود شريكة وكانت نسبة 65.9% من غير العائلات. تألفت نسبة 34.2% من أصل جميع الأسر من أفراد ونسبة 7.9% كانوا يعيش معهم شخص وحيد يبلغ من العمر 65 عاماً فما فوق. وبلغ متوسط حجم الأسرة المعيشية 2.92، أما متوسط حجم العائلات فبلغ 2.22.
بلغ العمر الوسطي للسكان 22.8 عاماً. وكانت نسبة 11.8% من القاطنين تحت سن الثامنة عشر، وكانت نسبة 49.4% بين الثامنة عشر والأربعة وعشرون عاماً، ونسبة 18.4% كانت واقعةً في الفئة العمرية ما بين الخامسة والعشرون حتى والأربعة وأربعون عاماً، ونسبة 11.7% كانت ما بين الخامسة والأربعون حتى الرابعة والستون، ونسبة 8.7% كانت ضمن فئة الخامسة والستون عاماً فما فوق. وتوزع التركيب الجنسي للسكان بنسبة 54.2% ذكور و45.8% إناث.

## المدن التوأمة
مدينة أوتا، غونما هي مدينة توأمة لـويست لافاييت (إنديانا).